# Timothy Carhart

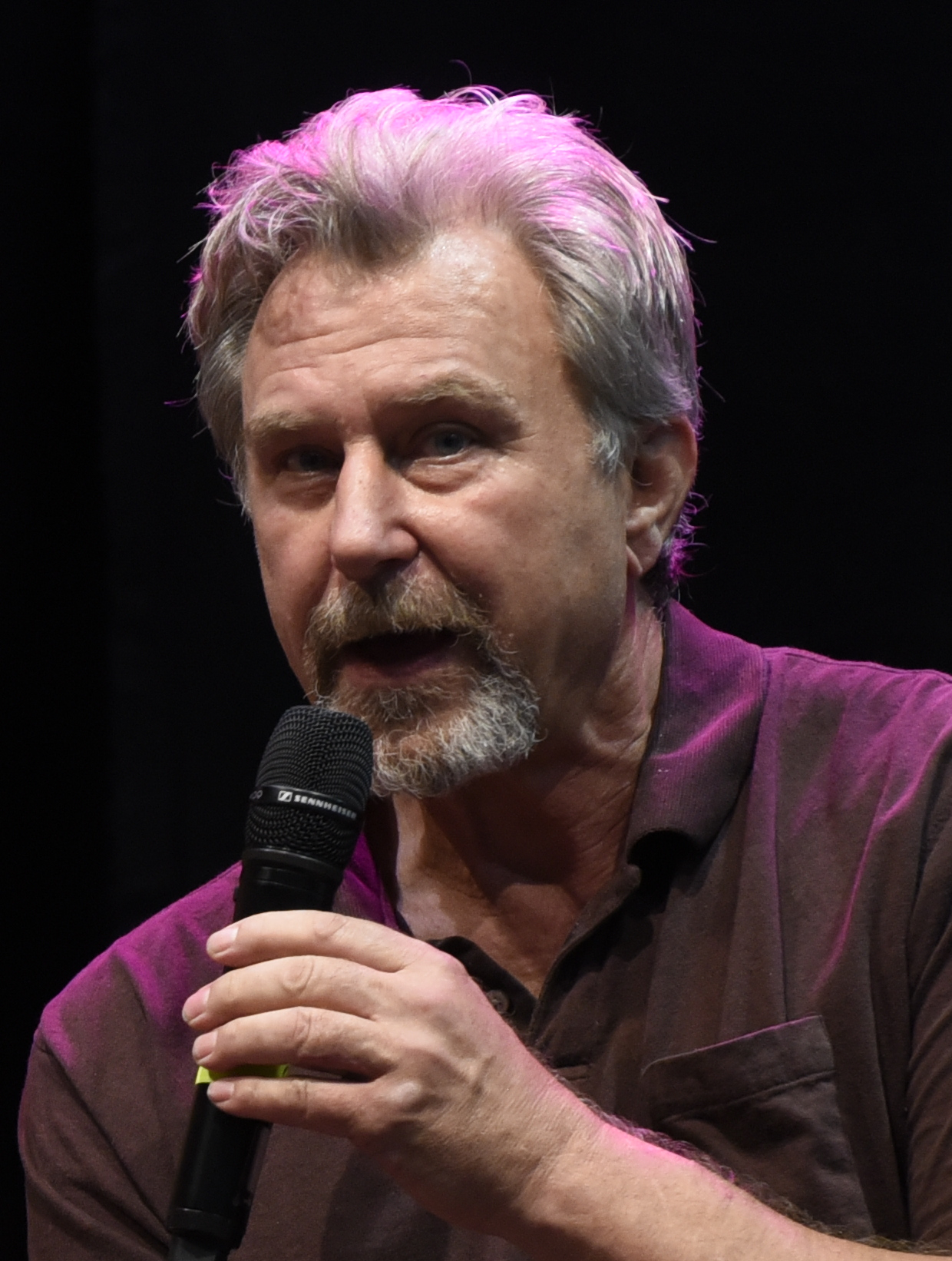
Timothy Carhart (2018)

Timothy Carhart (* 24. Dezember 1953 in Washington als Timothy Grunig) ist ein US-amerikanischer Schauspieler in Film, Fernsehen und Theater. Bekannt wurde er vor allem durch seine Rollen in Kinoproduktionen wie Pink Cadillac, Jagd auf Roter Oktober, Thelma & Louise, Red Rock West oder Beverly Hills Cop III.

## Leben und Karriere
Timothy Carhart wurde an Heilig Abend 1953 in Washington geboren. Er besuchte die Junior High in Evanston, reiste nach Europa, in die Türkei und nach Frankreich und studierte später, nach seiner Rückkehr in die USA, an der University of Illinois das Fach Theater. Sein Debüt als Fernsehschauspieler gab er schließlich 1978 in der Fernsehminiserie Erwachendes Land in einer kleinen Nebenrolle noch unter seinem Geburtsnamen Tim Grunig, den er danach aber zu Carhart änderte.
Carhart spielte in den 1980er Jahren in zahlreichen kleineren und größeren Nebenrollen im Kino, unter anderem in Ivan Reitmans Ghostbusters – Die Geisterjäger, Peter Weirs Der einzige Zeuge, in Susan Seidelmans Susan … verzweifelt gesucht, Marie – Eine wahre Geschichte, in Alan Aldas Sweet Liberty, Manhattan Project – Der atomare Alptraum, Sonderkommando Südkorea, in der Mike-Nichols-Komödie Die Waffen der Frauen oder in Buddy Van Horns Pink Cadillac. In den 1990er Jahren verkörperte er dann zunehmend größere Rollen auf der Leinwand in Filmen wie in John McTiernans U-Boot-Thriller Jagd auf Roter Oktober, in Ridley Scotts Road-Movie Thelma & Louise, in John Dahls Kriminaldrama Red Rock West, in der Action-Komödie Beverly Hills Cop III von Regisseur John Landis als Kontrahent von Eddie Murphy in der Rolle des Wachdienstchefs des Vergnügungsparks Wonder World Ellis DeWald, in Candyman 2 – Die Blutrache oder in Wolfgang Petersens Thriller Air Force One in einer kurzen Gastrolle als Secret Service Agent.
Nach seinem Einstieg als Fernsehschauspieler Ende der 1970er Jahre hat Timothy Carhart in über 40 Jahren zahlreiche Rollen in Fernsehfilmen und Fernsehminiserien gespielt. Zu seinen zahlreichen Auftritten in populären Fernsehserien zählen zwischen 1978 und 2019 Auftritte in Episoden von: Alfred Hitchcock zeigt, Miami Vice, Spenser, Crime Story, Die besten Jahre, Der Nachtfalke, Harrys Nest, Roseanne, Zurück in die Vergangenheit, Raumschiff Enterprise – Das nächste Jahrhundert, L.A. Law – Staranwälte, Tricks, Prozesse, Akte X – Die unheimlichen Fälle des FBI, Law & Order, Profiler, CSI – Den Tätern auf der Spur, Practice – Die Anwälte, Twilight Zone, 24 – Twenty Four, Ein Hauch von Himmel, Frasier, Threat Matrix – Alarmstufe Rot, Für alle Fälle Amy, Standoff, Criminal Intent – Verbrechen im Visier, Criminal Minds, Lie to Me, Leverage, Castle oder der Serie Mad Men. Komplexere TV-Rollen spielte er in der Fernsehserie Dr. Kulani – Arzt auf Hawaii wo er von 1989 bis 1990 in 18 Episoden neben seinen Schauspielerkollegen Richard Chamberlain und Clyde Kusatsu den Charakter des Dr. Anthony Metzger verkörperte. In der von Kevin Costner produzierten US-amerikanischen Drama- und Neowesternserie Yellowstone spielte er zwischen 2018 und 2020 in zehn Episoden die Rolle des A.G. Stewart.
Neben seiner Karriere in Film und Fernsehen hat Carhart auch immer wieder Theater gespielt, unter anderem 1987 in einer Inszenierung von Don DeLillo Bühnenstück The Day Room am New York City Center. Für seine Leistung in dieser Produktion wurde er 1988 für den New Yorker Theaterpreis Drama Desk Award für die herausragende Ensemble Leistung nominiert. Des Weiteren sah man ihn am Broadway in der Aufführung von A Streetcar Named Desire zwischen April und August 1992 in der Rolle des Harold Mitchell.

## Auszeichnungen
- 1988: Drama-Desk-Award-Nominierung in der Kategorie Bestes Schauspielensemble für The Day Room

## Filmografie (Auswahl)

### Kino
- 1983: Summerspell
- 1984: Ghostbusters – Die Geisterjäger (Ghost Busters)
- 1984: Party Animal – Der Typ, der jede Bluse sprengt (The Party Animal)
- 1985: Der einzige Zeuge (Witness)
- 1985: Susan … verzweifelt gesucht (Desperately Seeking Susan)
- 1985: Marie – Eine wahre Geschichte (Marie)
- 1986: Sweet Liberty
- 1986: Manhattan Project – Der atomare Alptraum (The Manhattan Project)
- 1986: Playing for Keeps
- 1988: Sonderkommando Südkorea (The Rescue)
- 1988: Lovers, Partners & Spies
- 1988: Die Waffen der Frauen (Working Girl)
- 1989: Pink Cadillac
- 1990: Jagd auf Roter Oktober (The Hunt for Red October)
- 1991: Thelma & Louise
- 1993: Red Rock West
- 1993: Zwischen Himmel und Hölle (Heaven & Earth)
- 1994: Beverly Hills Cop III
- 1995: Candyman 2 – Die Blutrache (Candyman: Farewell to the Flesh)
- 1996: Black Sheep – Schwarzes Schaf mit weißer Weste (Black Sheep)
- 1997: Air Force One
- 2005: Foreigner 2: Black Dawn
- 2016: The Remake

### Fernsehen
- 1978: Erwachendes Land (The Awakening Land) (Fernsehminiserie)
- 1985: Geschichten aus der Schattenwelt (Fernsehserie, 1 Episode)
- 1986: Alfred Hitchcock zeigt (Fernsehserie, 1 Episode)
- 1986: Miami Vice (Fernsehserie, 1 Episode)
- 1986–1987: Spenser (Fernsehserie, 2 Episoden)
- 1987: Leg Work (Fernsehserie, 1 Episode)
- 1987: Crime Story (Fernsehserie, 1 Episode)
- 1989: Die besten Jahre (Fernsehserie, 3 Episode)
- 1989–1990: Dr. Kulani – Arzt auf Hawaii (Fernsehserie, 18 Episoden)
- 1990: Der Nachtfalke (Fernsehserie, 1 Episode)
- 1990: Die Patty-Duke-Story (Call Me Anna) (Fernsehfilm)
- 1990: Harrys Nest (Fernsehserie, 1 Episode)
- 1991: Roseanne (Fernsehserie, 1 Episode)
- 1991: The Young Riders (Fernsehserie, 1 Episode)
- 1991: Zurück in die Vergangenheit (Fernsehserie, 1 Episode)
- 1991: Raumschiff Enterprise – Das nächste Jahrhundert (Fernsehserie, 1 Episode)
- 1991: Der Taylor-Mord – Kampf um ein Kind (In a Child’s Name) (Fernsehfilm)
- 1992: L.A. Law – Staranwälte, Tricks, Prozesse (Fernsehserie, 1 Episode)
- 1992: Am Abgrund (Quicksand: No Escape) (Fernsehfilm)
- 1992: Nightmare Cafe (Fernsehserie, 1 Episode)
- 1994: Dream On (Fernsehserie, 1 Episode)
- 1995: Akte X – Die unheimlichen Fälle des FBI (Fernsehserie, 1 Episode)
- 1995: Der Klient (Fernsehserie, 3 Episoden)
- 1996: Einsatz in der Flammenhölle (Smoke Jumpers) (Fernsehfilm)
- 1996: America’s Dream (Fernsehfilm)
- 1996: Gone in the Night (Fernsehfilm)
- 1998: Four Corners (Fernsehserie, 1 Episode)
- 1998: Ein zweites Leben (To Live Again) (Fernsehfilm)
- 1998: Law & Order (Fernsehserie, 1 Episode)
- 1998: Im Netz der schwarzen Witwe (Before He Wakes) (Fernsehfilm)
- 1999: Geheimprojekt X – Dem Bösen auf der Spur (Fernsehserie, 1 Episode)
- 1999: Profiler (Fernsehserie, 1 Episode)
- 1999: The Price of a Broken Heart (Fernsehfilm)
- 2000–2003: CSI – Den Tätern auf der Spur (Fernsehserie, 4 Episoden)
- 2000: Alabama Dreams (Fernsehserie, 2 Episoden)
- 2000: Practice – Die Anwälte (Fernsehserie, 1 Episode)
- 2001: Motocross (Motocrossed) (Fernsehfilm)
- 2001: Day of Revenge – Verräterisches Spiel (Love and Treason) (Fernsehfilm)
- 2002: Twilight Zone (Fernsehserie, 1 Episode)
- 2002: 24 – Twenty Four (Fernsehserie, 4 Episoden)
- 2003: Ein Hauch von Himmel (Fernsehserie, 1 Episode)
- 2003: Frasier (Fernsehserie, 1 Episode)
- 2003: Threat Matrix – Alarmstufe Rot (Fernsehserie, 1 Episode)
- 2004: Für alle Fälle Amy (Fernsehserie, 1 Episode)
- 2005: Wanted (Fernsehserie, 1 Episode)
- 2006: Standoff (Fernsehserie, 1 Episode)
- 2007: Criminal Intent – Verbrechen im Visier (Fernsehserie, 1 Episode)
- 2009: Criminal Minds (Fernsehserie, 1 Episode)
- 2009: Lie to Me (Fernsehserie, 1 Episode)
- 2010: Leverage (Fernsehserie, 1 Episode)
- 2012: Castle (Fernsehserie, 1 Episode)
- 2012: Mad Men (Fernsehserie, 1 Episode)
- 2017: Bromance (Fernsehfilm)
- 2018–2020: Yellowstone (Fernsehserie, 10 Episoden)

### Kurzfilme
- 2005: The Moor
- 2017: F***, Marry, Kill